# Wayne Rainey
Pour les articles homonymes, voir Rainey.
Wayne Rainey, né le 23 octobre 1960 à Downey, est un ancien pilote de vitesse moto américain.
Il court de la fin des années 1980 au début des années 1990, période où le « continental circus » est animé par des pilotes tels que Frederick Burdette Spencer, Eddie Lawson, Wayne Gardner, Kevin Schwantz ou Michael Doohan, qui possèdent à ce jour, tous au moins un titre, ou le fantasque Randy Mamola.
Après avoir fait un court passage en Grand Prix 250 cm3, il rejoint la catégorie reine en 1988. Après une troisième place au championnat en 1989, il obtient trois titres consécutifs de 1990 à 1992, sous les couleurs du team Yamaha dirigé par Kenny Roberts. En 1993, alors qu'il mène le championnat du monde, Wayne Rainey est victime d'un high side lors du Grand Prix d'Italie à Misano : il reste paralysé des membres inférieurs et l'avance qu'il a sur Kevin Schwantz ne lui suffit pas pour être titré. C'est donc ce dernier qui devient champion du monde 500 cm3 en 1993.
Il prend plus tard la direction du team Yamaha. 
Il fait désormais de la compétition automobile, avec un kart spécialement adapté à son handicap.
L'un des virages du circuit californien de Laguna Seca porte son nom.

## Palmarès
- Champion du monde de 500 cm3 en 1990, 1991, 1992 ;
- Vice-Champion du monde de 500 en 1989 et 1993 ;
- 3e en 1988 ;
- 24 victoires en Grand Prix 500.